# Kfz-Kennzeichen (Malaysia)

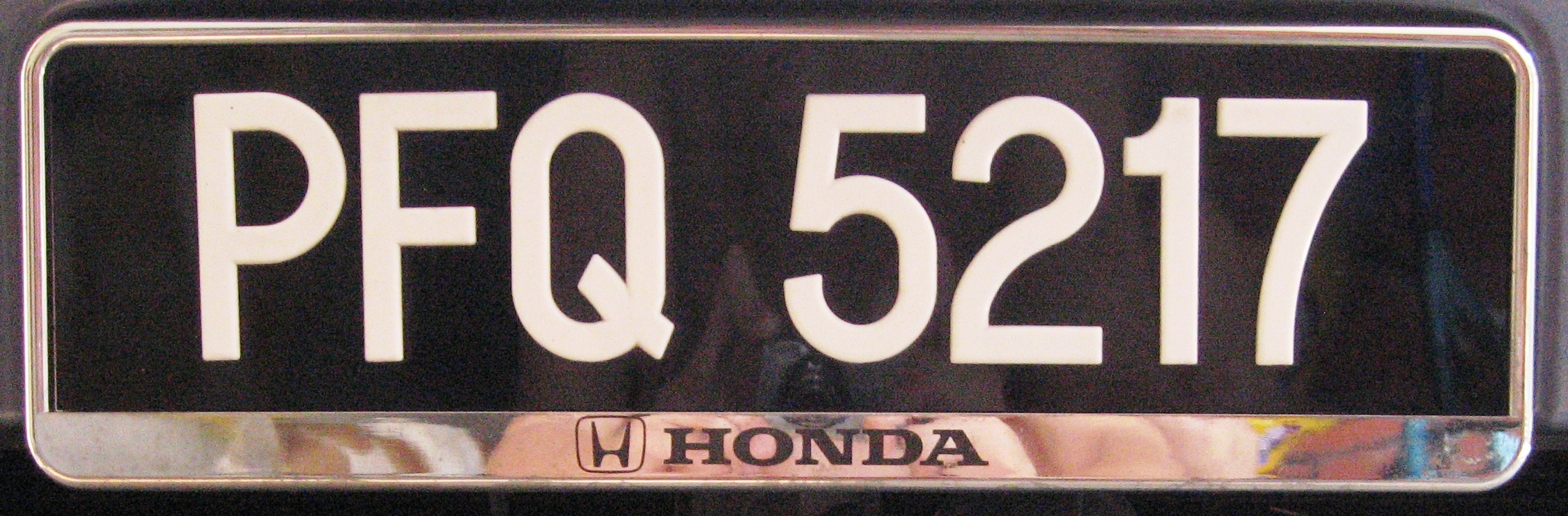
Kfz-Kennzeichen aus dem Bundesstaat Penang

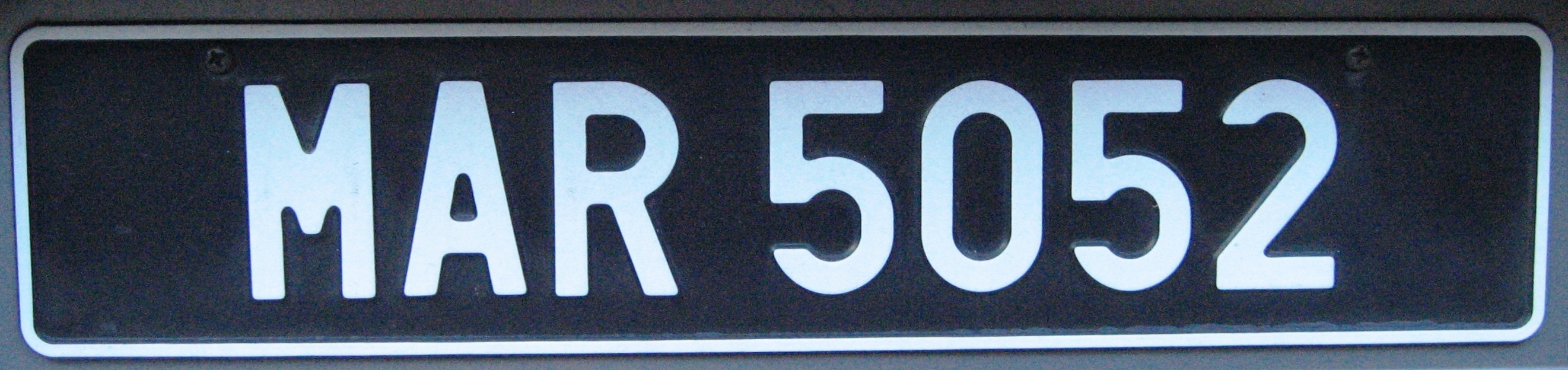
Kennzeichen aus Malakka

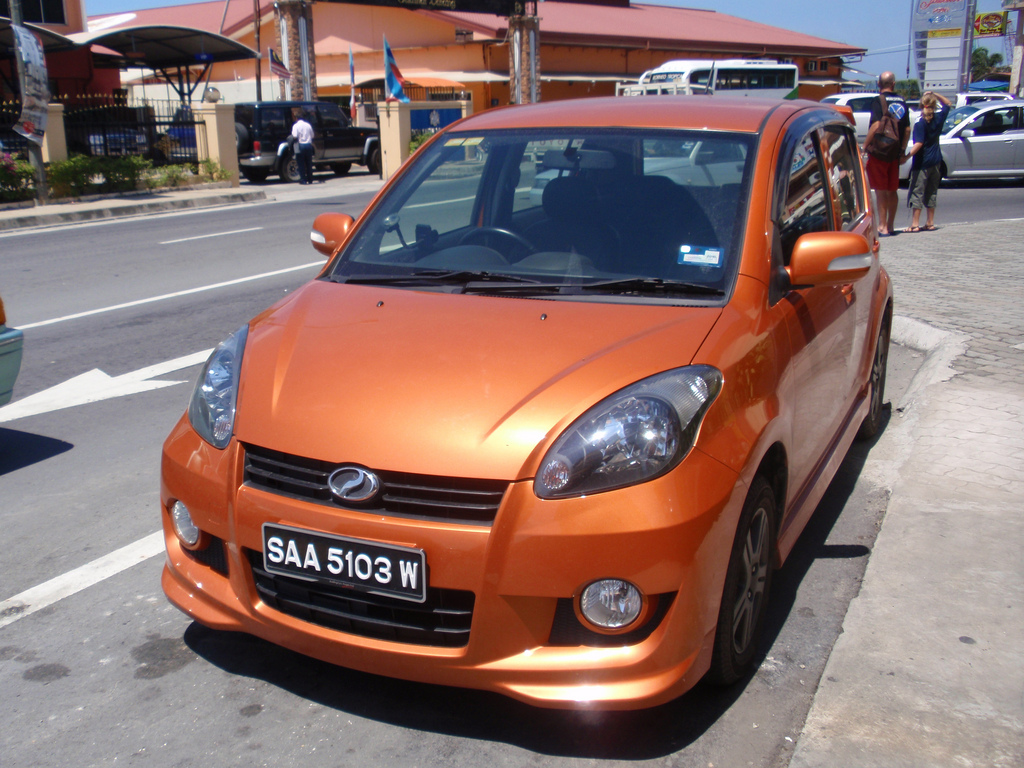
Perodua Myvi aus der West Coast Division in Sabah

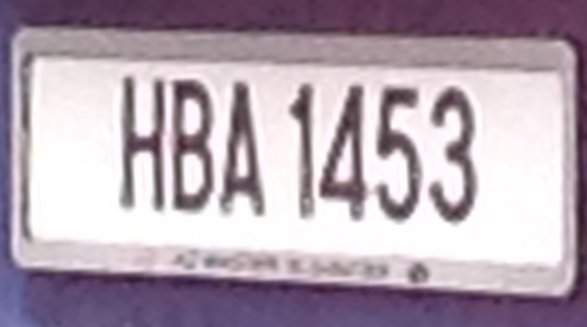
Taxi-Kennzeichen aus Selangor

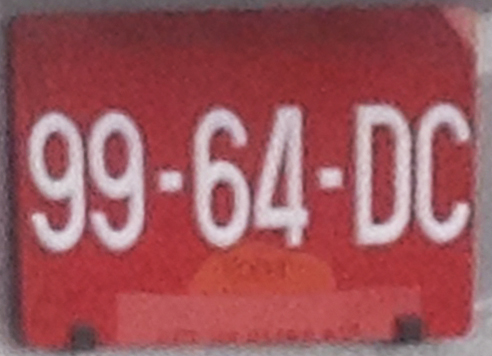
Diplomatenkennzeichen

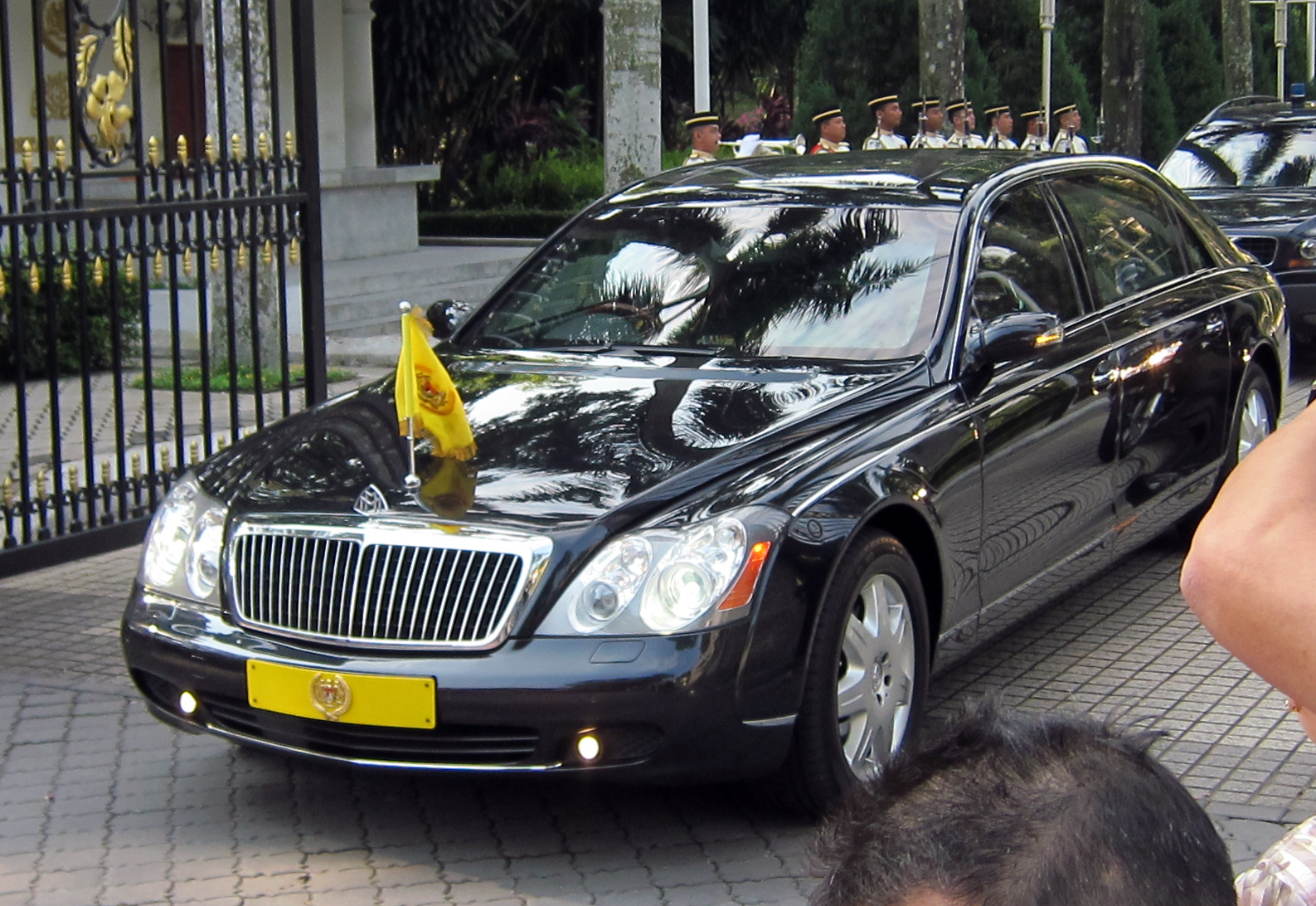
Kennzeichen am Fahrzeug des malaysischen Königs

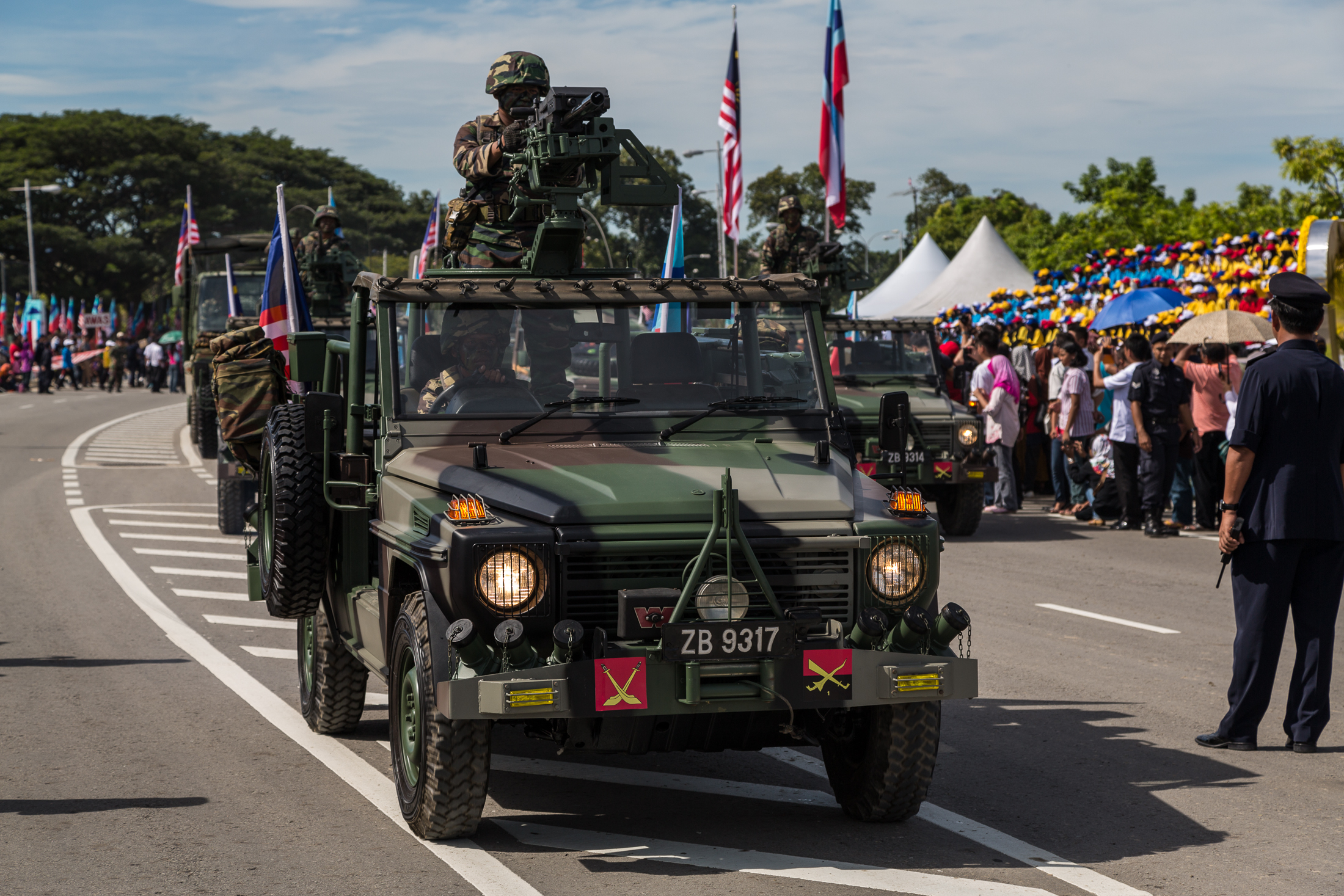
Militärkennzeichen

Malaysische Kfz-Kennzeichen werden vom Malaysian Road Transport Department vergeben und zeigen in der Regel weiße Aufschrift auf schwarzem Hintergrund. Die Bundesstaaten auf der Malaiischen Halbinsel verwenden ein etwas anderes System als die beiden auf Borneo befindlichen Staaten Sabah und Sarawak. Bei allen Schildern gibt der erste Buchstabe den entsprechenden Bundesstaat bzw. das Bundesterritorium an.

## System

### Malaiische Halbinsel
Die elf Bundesstaaten und zwei Bundesterritorien auf der Malaiischen Halbinsel verwenden in der Regel Nummernschilder mit drei Buchstaben und vier Ziffern.
Im September 2013 wurde in der Hauptstadt Kuala Lumpur mit WYY 9999 die letzte mögliche Kombination vergeben. Daraufhin wurde das System zum Muster W 1234 A umgestellt. Man begann mit der Kombination W 1 A. Nach dem Erreichen von W 9999 Y, wird ein weiterer Serienbuchstabe nach dem Muster WA 1234 A ergänzt.
Fahrzeuge in der Freihandelszone Langkawi erhalten Kennzeichen mit dem Kürzel KV. Es folgen vier Ziffern und ein Serienbuchstabe.
Das Bundesterritorium Putrajaya verwendet Schilder, die aus dem ausgeschriebenen Namen und maximal vier weiteren Ziffern bestehen.

### Sabah und Sarawak
In den beiden ostmalaysischen Bundesstaaten Sabah und Sarawak bestanden die Kfz-Kennzeichen ursprünglich aus zwei Buchstaben und vier Ziffern. Der erste Buchstabe bezeichnet wie bei allen Schildern den Bundesstaat (Q für Sarawak und S für Sabah). Die genaue Herkunft innerhalb des Staates wird durch den zweiten Buchstaben verschlüsselt. Nachdem dieses System erschöpft war, wurde am Ende ein weiterer Buchstabe eingeführt. Mittlerweile sind auch die Kombinationen dieses Schemas in den ersten Regionen aufgebraucht, sodass ein weiterer Buchstabe nach dem Muster ABC 1234 D ergänzt werden musste.
Das Bundesterritorium Labuan nutzt seit der Ausgliederung aus Sabah ähnliche Schilder wie die westmalaysischen Gebiete.

## Kennzeichenarten

### Kennzeichen für Taxis
Kennzeichen für Taxis zeigen schwarze Schrift auf weißem Untergrund. Sie bestehen aus drei Buchstaben und vier Ziffern. Der erste Buchstabe ist bei lokalen Taxis stets ein H für engl. hire, der zweite gibt den jeweiligen Staat an. Überregionale Taxis verwenden Kombinationen der normalen Serie.
Der Limousinen-Fuhrpark des Flughafens von Kuala Lumpur nutzt weiße Nummernschilder mit der schwarzen Aufschrift LIMO, gefolgt von maximal vier Ziffern und dem Buchstaben des Bundesstaates.

### Diplomatenkennzeichen
Diplomatenkennzeichen zeigen bei Fahrzeugen des Diplomatischen Korps und der Vereinten Nationen weiße Schrift auf rotem Grund. Sie beginnen mit einer maximal dreistelligen Zahl, die das Herkunftsland der Mission angibt. Nach einem Bindestrich folgen zwei Ziffern, die den Status des Fahrzeughalters angeben, sowie ein erneuter Bindestrich. Das Schild schließt mit den Buchstaben DC für engl. Diplomatic Corps oder UN für United Nations ab.
Für das Konsularische Korps werden schwarze Kennzeichen mit weißer Schrift ausgegeben. Sie enden mit den Buchstaben CC für engl. Consular Corps.

### Händlerkennzeichen
Kennzeichen für die kurzfristige Zulassung unregistrierter (Neu-)Fahrzeuge besitzen weiße oder silberfarbene Schrift auf blauem Hintergrund. Sie beginnen mit dem Buchstaben des Staates, gefolgt von vier Ziffern und einem weiteren Buchstaben. In Kuala Lumpur wurden die Händlerschilder im September 2013 verändert, da sich durch die Einführung des neuen Schemas für Serien-Kennzeichen Überschneidungen ergaben. Fortan zeigen Händlerschilder aus der Hauptstadt die Zeichenfolge W/TP oder W/TS zu Beginn.

### Militärkennzeichen
Die Streitkräfte Malaysias nutzen ebenfalls schwarze Kennzeichen mit weißen Lettern. Die Schilder zeigen einen oder zwei Buchstaben und maximal vier Ziffern. Alle Schilder beginnen mit Z. Bei neueren Kennzeichen kann anhand des zweiten Buchstabens die Zugehörigkeit zu den Teilstreitkräften abgelesen werden. Die Kombinationen ZA bis ZD werden für das Heer benutzt. Zudem werden verwendet: ZL für die Marine, ZU für die Luftstreitkräfte sowie ZZ für Fahrzeuge des Verteidigungsministeriums.

## Kürzel
| Kürzel der Bundesstaaten und -territorien | Kürzel der Bundesstaaten und -territorien |
| Kürzel                                    | Gebiet                                    |
| ----------------------------------------- | ----------------------------------------- |
| A                                         | Perak                                     |
| B                                         | Selangor                                  |
| C                                         | Pahang                                    |
| D                                         | Kelantan                                  |
| J                                         | Johor                                     |
| K                                         | Kedah                                     |
| L                                         | Labuan                                    |
| M                                         | Malakka                                   |
| N                                         | Negeri Sembilan                           |
| P                                         | Penang                                    |
| Q                                         | Sarawak                                   |
| R                                         | Perlis                                    |
| S                                         | Sabah                                     |
| T                                         | Terengganu                                |
| W, V                                      | Kuala Lumpur                              |
| F, PUTRAJAYA                              | Putrajaya                                 |

| Kürzel in Sarawak | Kürzel in Sarawak   |
| Kürzel            | Distrikt            |
| ----------------- | ------------------- |
| QA, QK            | Kuching             |
| QB                | Sri Aman und Betong |
| QC                | Samarahan           |
| QL                | Limbang             |
| QM                | Miri                |
| QP                | Kapit               |
| QR                | Sarikei             |
| QS                | Sibu und Mukah      |
| QT                | Bintulu             |

| Kürzel in Sabah | Kürzel in Sabah     |
| Kürzel          | Division            |
| --------------- | ------------------- |
| SA, SJ, SY      | West Coast          |
| SB              | Interior            |
| SD              | Tawau               |
| SG              | Regierung von Sabah |
| SK              | Kudat               |
| SL              | Labuan (heute L)    |
| SS, SM          | Sandakan            |
| ST, SW          | Tawau               |
| SU              | Keningau            |